# Renato Reyes
Renato Reyes Mora (Perú; 7 de abril de 1982) es un exfutbolista peruano. Jugaba como defensa en la posición de lateral.

## Trayectoria
Se inició en Deportivo Municipal, luego pasó por Deportivo Aviación, Club Atlético Chalaco y diversos clubes, todos en Perú.

## Clubes
| Club                 | País | Temporada |
| -------------------- | ---- | --------- |
| Deportivo Municipal  | Perú | 2000-2002 |
| Sport Coopsol        | Perú | 2003      |
| La Peña Sporting     | Perú | 2004      |
| Deportivo Aviación   | Perú | 2006-2007 |
| Atlético Chalaco     | Perú | 2008      |
| Deportivo Municipal  | Perú | 2009-2010 |
| Hijos de Acosvinchos | Perú | 2012      |

## Palmarés

### Campeonatos nacionales
| Título           | Club          | País | Año  |
| ---------------- | ------------- | ---- | ---- |
| Segunda División | Sport Coopsol | Perú | 2003 |